# ワシントン・J・マコーミック
ワシントン・ジェイ・マコーミック・ジュニア（英語: Washington Jay Mccormick, Jr., 1884年1月4日 - 1949年3月7日）は、アメリカ合衆国・モンタナ出身の政治家。所属政党は共和党。 1918年からアメリカ合衆国下院議員を1期務めた。

## 経歴・人物
1884年1月4日、マコーミックはモンタナ州ミズーラに生まれ、地元の名士で元準州下院議員だった父の名前を受け継いだ。モンタナ大学とインディアナ州のノートルダム大学に進み、1906年にハーバード大学を卒業。1910年にニューヨーク州のコロンビア大学法学部を卒業した。マコーミックは同州で弁護士活動を開始したが、翌年には地元ミズーラに戻りモンタナ州の弁護士資格を取得した。また、1918年から1920年までモンタナ州下院議員を務めた。
1920年、マコーミックは、地元ミズーラが含まれるモンタナ州第1選挙区から共和党候補として下院議員選挙に出馬。29,688票(42.8%)を獲得した民主党のバートン・ワトソンに対し、39,729票(57.2%)を確保し、安定的な勝利を収めた。翌1922年選挙では、民主党の元下院議員ジョン・モーガン・エヴァンズ、社会党のジョージ・H・アンブロウズと議席を争うことになった。11月7日の選挙の結果、民主党のエヴァンズが36,589票を獲得し、当選を果たし、マコーミックは26,684票と3人中2位となり、落選した。以後、マコーミックは政界を離れ、弁護士としての活動を再開させた。
マコーミックは地元の歴史に関心があり、フォートオーエンにあった一族の牧場を州立公園にすることを許可するなど、歴史的事物の保存に努めた。
1949年3月7日、マコーミックはミズーラで死去。享年は65歳だった。
晩年のマコーミックは、地元モンタナの歴史に関する知識を活かして、短編小説の執筆や詩作などの文学活動を行っていた。作品の一部は地元の新聞に掲載されたほか、1980年頃になって「Colors From An Old Montana Sluice Box」という題名で出版された。